# Some Spots in and Around Los Angeles, California
Some Spots in and Around Los Angeles, California è un cortometraggio muto del 1913 diretto da J. Searle Dawley.

## Trama
Trama di Moving Picture World synopsis in (EN)  su IMDb

## Produzione
Il film fu prodotto dalla Edison Company. Venne girato in California, a Pasadena ai Busch Gardens.

## Distribuzione
Distribuito dalla General Film Company, il film - un documentario di 105 metri - uscì nelle sale cinematografiche degli Stati Uniti il 4 giugno 1913.